# Хедберг, Эдвин
Э́двин Хе́дберг (швед. Edwin Hedberg; 29 января 1994 год, Медельин, Колумбия) — шведский хоккеист колумбийского происхождения.

## Биография
В хоккей начал играть в возрасте 4 лет и постепенно развивал свои способности, выступая за команды всех категорий – от школьного хоккейного коллектива до команды юниоров. До 15 лет он также занимался футболом, но в итоге выбрал хоккейную карьеру.

## Допинг
В 2013 году после домашнего матча в КХЛ приехали специалисты по допинг-контролю и взяли с него допинг-пробы. В марте пришли результаты допинг-теста, выявившего в теле Эдвина исключительно маленькое количество препарата для похудения. После этого Хедберг был дисквалифицирован на полгода.